# Peixinhos da horta
I peixinhos da horta (pronuncia portoghese [pɐjˈʃĩɲuʃ] o [pejˈʃĩɲuʃ ðɐ ˈɔɾtɐ]) sono un piatto tradizionale della cucina portoghese. Il nome del piatto si traduce letteralmente come "pesciolini dell'orto", in quanto somigliano a pezzetti di pesci colorati. Furono introdotti in Giappone dai missionari gesuiti nel XVI secolo, dove si svilupparono infine nel tempura.

## Preparazione
I peixinhos da horta si preparano di solito con dei fagiolini in una pastella a base di farina di grano, che sono poi fritti. Si usano anche  altre verdure come peperoni e zucchine.